# NGC 3092
NGC 3092 est une galaxie lenticulaire vue par la tranche située dans la constellation du Sextant. NGC 3092 a été découverte par l'astronome allemand Albert Marth en 1865.

## Caractéristiques
Sa vitesse par rapport au fond diffus cosmologique est de 6 270 ± 26 km/s, ce qui correspond à une distance de Hubble de 92,5 ± 6,5 Mpc (∼302 millions d'al). 
À ce jour, une mesure non basée sur le décalage vers le rouge (redshift) donne une distance d'environ 89,900 Mpc (∼293 millions d'al). Cette valeur est à l'intérieur des valeurs de la distance de Hubble.